# 入侵生态学
入侵生态学是研究外来种如何入侵生境，及其应对和管理的生态学分支学科。

## 历史
早在19世纪，达尔文就在《物种起源》中探讨了外来种的定居和归化。1958年查尔斯·艾尔顿出版《The Ecology of Invasion by Animals and Plants》一书开启了入侵生态学。但直到1980年代中期，随着环境问题科学委员会(SCOPE)的建立和一系列关于生物入侵书籍的出版，入侵生态学才进入了快速发展时期。此时学科体系和理论框架逐步建立，生物入侵机制的假说不断被提出和完善。

## 争议
一些生态学家认为外来种和土著种没有实质差别，入侵生态学应当并入群落生态学。另一种观点则认为外来种和土著种在进化历史、与人类的相关性、对生物多样性的影响均具有显著差异性, 忽视这种差异会带来重大的科学和政策风险。大多数生态学家都支持这种观点。